# روبرت كوشنر
روبرت كوشنر (بالإنجليزية: Robert Kushner)‏ هو رسام أمريكي، ولد في 1949.